# Liste des souverains d'Akuapem

## Liste des souverains de l'État Akan d'Akuapem
| Règne                          | Nom                                                            | Notes                        |
| ------------------------------ | -------------------------------------------------------------- | ---------------------------- |
| Avant 1730                     | Fondation du royaume Akuapem                                   | Fondation du royaume Akuapem |
| Akuapemhene (souverains)       |                                                                |                              |
| Asona dynasty                  |                                                                |                              |
| ???? - ????                    | Safori, Akuapemhene (Nana Ofori Dua)                           |                              |
| ???? - ?                       | Nana Okyerema Manukure, Akuapemhene                            |                              |
| ???? - ?                       | Nana Ofei Boa, Akuapemhene                                     |                              |
| ???? - ?                       | Nana Ofei Amanapa, Akuapemhene                                 |                              |
| ???? - ?                       | Nana Ofei Ntoakyerewa, Akuapemhene                             |                              |
| ???? - 1730                    | Nana Amaniafim, Akuapemhene                                    |                              |
| 1730 - 1731                    | Nana Ofori Kuma I, Akuapemhene (Sakyiama Tenten) (Kwao Safori) |                              |
| 1731 - 1742                    | Nana Fianko Betuafo, Akuapemhene                               |                              |
| 1742 - 1765                    | Nana Kwapon Kyerefo, Akuapemhene                               |                              |
| 1765 - 1792                    | Nana Obuobi Atiemo, Akuapemhene                                |                              |
| 1792 - 1802                    | Nana Awuku Fenenee, Akuapemhene                                |                              |
| Septembre 1802 - décembre 1802 | Nana Ohene Kuma, Akuapemhene                                   |                              |
| Décembre 1802 - 1816           | Nana Kwao Saforo Twie, Akuapemhene                             |                              |
| 1816 - 1836                    | Nana Addo Dankwa I, Akuapemhene                                |                              |
| 1837 - 1er novembre 1845       | Nana Adum Tokori, Akuapemhene                                  |                              |
| 1846 - 1866                    | Nana Kwadade I, Akuapemhene                                    |                              |
| 1866 - 1876                    | Nana Asa Krefa, Akuapemhene                                    |                              |
| 1876 - 1879                    | Nana Kwame Tawia, Akuapemhene                                  |                              |
| 1880 - 1895                    | Nana Kwame Fori I, Akuapemhene                                 |                              |
| 1895 - 1907                    | Nana Kwasi Akuffo, Akuapemhene                                 | 1er règne                    |
| 1907 - 8 mai 1914              | Nana Charles Owusu Ansa, Akuapemhene                           |                              |
| 23 mai 1914 - Mai 1919         | Nana Ofori Kuma II, Akuapemhene                                | 1er règne                    |
| Mai 1919 - 1920                | Interrègne                                                     |                              |
| 1920 - 1927                    | Nana Kwasi Akuffo, Akuapemhene                                 | 2ème règne                   |
| 1927 - 1930                    | Addo Dankwa II, Akuapemhene                                    |                              |
| 1930 - 1932                    | Interrègne                                                     |                              |
| 1932 - 1941                    | Nana Ofori Kuma II, Akuapemhene                                | 2ème règne                   |
| 1941 - 1944                    | Interrègne                                                     |                              |
| 1944 - 1945                    | Nana Kwadade II, Akuapemhene                                   |                              |
| 1945 - 1949                    | Nana Kwame Fori II, Akuapemhene                                | 1er règne                    |
| 1949 - 1959                    | Nana Twumhene, Akuapemhene                                     |                              |
| 1959 - Après 1972              | Nana Kwame Fori II, Akuapemhene                                | 2ème règne                   |
| 1974 - 2015                    | Nana Addo Dankwa III, Akuapemhene                              |                              |
| 2015 - 2020                    | Interrègne                                                     |                              |
| Depuis 2020                    | Oseadeeyo Kwasi Akuffo III, Akuapemhene                        |                              |